# Lalola (serie de televisión española)
Lalola fue una telenovela española producida por Zebra Producciones para el canal Antena 3, adaptando la serie original argentina homónima. La serie se estrenó el 6 de julio de 2008 con una emisión especial en prime time y, a partir del 7 de julio, pasó a emitirse diariamente en horario de sobremesa.
Aunque la serie completa constaba de 160 capítulos, finalmente Antena 3 emitió 138, resumiendo los últimos 28 en seis entregas. El último episodio se emitió el 26 de enero de 2009. Posteriormente, los últimos capítulos íntegros se emitieron en Nova.

## Argumento
Lalola relata la historia de Gonzalo Lalo Padilla (Benito Sagredo), un mujeriego incorregible al que una examante despechada, Romina, (Natasha Yarovenko)  transforma en mujer como venganza. A partir de ahí, Lalo será Lola (Marina Gatell): una mujer que deberá sufrir en carne propia los prejuicios machistas que tenía cuando era hombre. Lola buscará desesperadamente a Romina, con la esperanza de recuperar su verdadera identidad.
El hombre atrapado en la piel de una mujer empieza a descubrir su lado más sensible y comprensivo, algo que ni se atrevía a reconocer como Lalo.
Como éste era un seductor machista y misógino; ahora como Lola, y con el apoyo incondicional de Paula (Olalla Escribano), empieza a comprender lo que significa ser mujer. En este sentido, empieza a aceptar lo que antes despreció.
El "descubrimiento" de Sergio (Octavi Pujades), alguien al que antes Lalo despreciaba, le ayuda a materializar este cambio. Pero no de forma automática y gratuita: el hombre que lleva dentro se ve profundamente descolocado por la atracción que siente hacia otro varón, aunque paulatinamente la mujer se abre paso y acaba por reconocer sus sentimientos hacia Sergio.

## Guionistas
Aurora Guerra, Francisco Dianes, Miguel Peidro, Susana Prieto, Santiago Tabuenca, Ana Peña, David Mataro, Cira Valiño, José A. López, Fanny Mendaña, Luis Arranz Cordero, Miguel del Arco, Juan Vicente Pozuelo, José Luis Latasa, Joseba Espesa, Ruth García y Nacho Cabana.

## Reparto

### Protagonistas
- Dolores "Lola" Padilla Sotelo- Marina Gatell.(160 episodios).
- Paula María Batalla - Olalla Escribano.(160 episodios).
- Fulgencio Aguirre Cañete - Xavier Serrat.(155 episodios) + 5 (metraje de archivo).
- Natalia Aguirre Uriarte - Daniela Costa.(154 episodios + 4 (metraje de archivo).
- Gustavo Hiniesta - Ignasi Vidal.(160 episodios).
- Sergio Peiró - Octavi Pujades.(160 episodios).

### Trabajadores de Europa FM
- Martín Pescador/César Pescador - Guillermo Romero
- Juan Manuel De Ávila "Boogie" - Adrián Lastra
- Olga Casado - Olalla Moreno

### Trabajadores de K-Roll
- Victoria Tarradellas - Lilian Caro.(159 episodios) + 1 (metraje de archivo).
- Sofía Salmerón Rodríguez - Raquel Pérez.(155 episodios) + 1 (metraje de archivo).
- Mateo Celaya - Joaquín Hinojosa
- Carolina "Carol" Uriarte de Mendoza - María Kosty
- Patricio "Pato" ?? Montoya - David Bages.(52 episodios) + 1 (metraje de archivo).
- Julia "Julita" Méndez - Carolina Clemente.(73 episodios + 3 (metraje de archivo).
- Gumersindo Perea "Tigre" - Daniel Moreno.(88 episodios).
- Bibiana "Bibi" - Mónica Pérez.(80 episodios).

Notas:
- Patricio "Pato" falleció en Nangarhar (Afganistán) y fue sustituido por "Tigre" .
- Julia "Julita" Méndez se fue a una conservera gallega de Vigo y fue sustituida por Bibi.
- Gumersindo Perea "Tigre" abandonó K-Roll para seguir la secta de Amon Rab.
- Sofía Salmerón Rodríguez abandonó K-Roll para irse con Tigre.

### Trabajadores del B4
- Lucas - José Luis Ayuso
- Nicolás "Nico" Aboy - Santi Marín
- Aitor - Abel García.(6 episodios).
- Rosa - Beth.(54 episodios).

### Otros
- Gonzalo "Lalo" Padilla Sotelo/Daniel Torres "Dani" - Benito Sagredo.(55 episodios).
- Romina Yarovenko - Natasha Yarovenko.(61 episodios).
- Elisa Peiró Chamorro - Ariadna Castellano.(120 episodios).
- Isabel - Empar Ferrer.(34 episodios).
- Matías - Roberto Hoyas.(16 episodios).
- Pederasta - José Torija.(3 episodios).
- Celeste - Guadalupe Lancho.(4 episodios).
- Fátima - Neuza.(3 episodios).
- Serafín - Eduardo del Olmo.(3 episodios).
- Ushi Matsuri - Usun Yoon.(2 episodios).
- Sr Lozano (Cliente de K-Roll) Alejandro Arroyo.(4 episodios).
- Cristina "Cris" (Amiga de Natalia) - Sauce Ena
- Susana Sotelo (Madre de Lalo) - Aurora Sánchez.(5 episodios).
- Ricardo Padilla (Padre de Lalo) - Francesc Albiol
- Dr. Chúmez (Ginecólogo) - José Ramón Iglesias.(3 episodios).
- Lorena - Sandra Collantes.(4 episodios).
- Stefano Caballo (Italiano al que Pato,Gustavo y Lalo debían dinero) - Lolo Herrero (3 episodios).
- Miriam (Presentadora premio a la mujer del año) - Mar Saura.(5 episodios).
- Eleonora - Inma Ochoa.(3 episodios).
- Carlos "Charly" Álvarez (Director creativo temporal de K-Roll) - Eduardo Velasco.(5 episodios).
- Walter - Iván Varela.(5 episodios).
- Amador (Abogado de Aguirre) - Antonio Cabello
- Luigi (Encargado de poner los micrófonos cuando K-Roll se somete a un programa de televisión) - Juan López Tagle.(3 episodios).
- Federico (Acosador de Paula) - Martín Bello
- Arzuaga Jr - Alexandro Valeiras.(8 episodios).
- Heidi (Prostituta amiga de Lalo) - Ainhoa Vázquez.(13 episodios).
- Pérez Pardo (Cliente de K-Roll) - Álvaro Roig
- Bruja Saturnina (Muerta) - Lola Peno.(6 episodios).
- Bruja Luna - Cristina Fenollar
- Irma Cienfuegos (Auditora en K-Roll) - Paca López.(5 episodios).
- Gabino (Director de Floting) - Pedro Moya.(11 episodios).
- Paloma (Mujer de Gabino) - Mercè Rovira.(4 episodios).
- Insepector Mato - Antonio Salazar.(19 episodios).
- Facundo (Terapeuta de parejas)-  Martín Gervasoni.(3 episodios).
- Emilia (Sustituta de Victoria cuando todos pensaban que se iba a morir) - María Jesús Ruz.(4 episodios).
- Fermín (Cura),Sobrino de Carol) - Ángel Baena.(9 episodios).
- Columpio (Amigo de Nico) - Juanma Rodríguez.(3 episodios).
- Asdrubal Prieto (Director general de la Agencia Morgana) - Guillermo Vallverdú.(5 episodios).
- Doctor/Profesor Kaplan (Cliente de K-Roll) - Pedro García Mazo.(3 episodios).
- Manuel "Manu" Pereira (Director creativo temporal de K-Roll,en realidad trabaja para Asdrubal) - José Troncoso.(4 episodios).
- El Chancletas (Chulo de Heidi) - José Antonio Barón.(2 episodios).
- Gilberto (Novio de Isabel) - Paco Obregón.(5 episodios).
- Francisco "Paco" (Exnovio de Paula) - Rafael Reaño.(13 episodios).
- Julio Torres "Julito" (Hermano de Daniel) - Mighello Blanco.(25 episodios).
- Santiago De Ávila (Padre de Juan Manuel "Boogie") - Javivi.(10 episodios).
- Maria Dolores de los Remedios (Madre de Juan Manuel "Boogie") - Ana Trinidad.(12 episodios).
- Guadalupe "Lupe" (Amiga de Elisa) - Sara López De Los Mozos.(10 episodios.
- Ignacio María "Nacho" (Hijo de Bibi) - Óscar Salcedo.(14 episodios).
- Iván (Miembro de la secta Amon Rab) - César Lucendo.(4 episodios).
- Leopoldo Franco "Polo" (Compañero de clase de Elisa) - Sergio Parralejo.(18 episodios).
- Guru De Amon Rab - Fernando Ustárroz.(2 episodios).
- Marta Chamorro (Madre de Elisa) - Nuria De Luna.(17 episodios).
- Rodolfo (Cliente de k roll) - Oscar Morell.(3 episodios).
- Domingo (Cliente de k roll) - Luis Yagüe.(3 episodios).
- Vito - Enrico Vecchi.(2 episodios).
- Luis - Álex Gadea.(2 episodios).
- Nina - Nuria Del Mar.(2 episodios).
- Koldo - Javier Losan.(2 episodios).
- Sven - Carlos Sampedro.(4 episodios).
- Nora - Stella Kieffer.(4 episodios).
- Daniel Villa - Ricardo Birnbaum.(4 episodios).
- Tristán - Txemi Narciso.(3 episodios).
- Narciso - Pablo Martina.(3 episodios.
- Domingo - Luis Yague.(3 episodios).
- Walter - Daniel Pérez Pardo.(2 episodios).
- Guardia Civil - Raúl Sanz.(2 episodios).
- Rodolfo - Óscar Morell.(3 episodios).
- Comisario - David Pinilla.(2 episodios).
- Mario - Manel Castillejos.(2 episodios).

## Capítulos y audiencias
| Temporada | Temporada | Episodios | Estreno            | Final               | Audiencia media | Audiencia media | Audiencia media |
| Temporada | Temporada | Episodios | Estreno            | Final               | Espectadores    | Cuota           |                 |
| --------- | --------- | --------- | ------------------ | ------------------- | --------------- | --------------- | --------------- |
|           | 1         | 160       | 6 de julio de 2008 | 26 de enero de 2009 | 1 571 000       | 13,3 %          |                 |

La serie completa consta de 160 capítulos, pero ante las bajas audiencias, Antena 3 decidió resumir los últimos 28 capítulos en 6. El canal principal decidió emitir los últimos episodios íntegros en Nova finalizando su emisión el 6 de marzo de 2009.

## Banda sonora
La canción de apertura de la serie se llama "Enamorada" y está interpretada por el grupo Miranda!.
Y "Hola" es la canción usada para finalizar y mostrar parte del capítulo siguiente.
También interpretada por Miranda!.